# Klingertjärnen (Sundsjö socken, Jämtland)
Klingertjärnen är en sjö i Bräcke kommun i Jämtland och ingår i Ljungans huvudavrinningsområde.